# Oeceoclades decaryana
Oeceoclades decaryana (H.Perrier) Garay & P.Taylor, 1976 è una pianta appartenente alla famiglia delle Orchidacee, diffusa in Africa.

## Distribuzione e habitat
L'areale della specie si estende in Kenya, Mozambico, Zimbabwe, Sudafrica (Kwazulu-Natal) e Madagascar.